# قلعه لوپلنگ‌آباد
قلعه لوپلنگ آباد مربوط به دوره ساسانیان - سده‌های اولیه دوران‌های تاریخی پس از اسلام است و در شهرستان دره‌شهر، بخش مرکزی، دهستان زرین دشت، ۱/۳ کیلومتری شمال روستای پلنگ آباد واقع شده و این اثر در تاریخ ۳۰ بهمن ۱۳۸۶ با شمارهٔ ثبت ۲۱۰۳۳ به‌عنوان یکی از آثار ملی ایران به ثبت رسیده است.